# Jan Nevens
Jan Nevens (* 26. August 1958 in Ninove) ist ein ehemaliger belgischer Radrennfahrer.

## Sportliche Laufbahn
Nevens war im Straßenradsport aktiv. Als Amateur gewann er die Eintagesrennen Flèche Ardennaise und Paris–Vailly.
Er war Teilnehmer der Olympischen Sommerspiele 1980 in Moskau. Das olympische Straßenrennen beendete er nicht. 
Von 1980 bis 1995 war er Berufsfahrer. Sein bedeutendster Erfolg war ein Etappensieg in der Tour de France 1992. 1988 wurde er Gesamtsieger der Mittelmeer-Rundfahrt vor Charly Mottet. Etappensiege holte Nevens im Clásico RCN 1985, in der Tour de Romandie 1986, in der Asturien-Rundfahrt 1988, im Giro del Trentino 1991 und in der Tour de Suisse 1992. Er gewann in seiner Heimat eine Reihe von Kriterien und Rundstreckenrennen. Zweiter wurde er 1982 Scheldeprijs, 1987 im Grand Prix de Wallonie und im Circuit des Frontières. Dritte Plätze gewann er 1981 bei Paris–Camembert und im Rennen Polymultipliée, 1992 in der Meisterschaft von Zürich und 1993 in der Nordwestschweizer Rundfahrt. Nevens bestritt alle Grand Tours.

## Grand-Tour-Platzierungen
| Grand Tour            | 1981 | 1982 | 1983 | 1984 | 1985 | 1986 | 1987 | 1988 | 1989 | 1990 | 1991 | 1992 | 1993 |
| --------------------- | ---- | ---- | ---- | ---- | ---- | ---- | ---- | ---- | ---- | ---- | ---- | ---- | ---- |
| Vuelta a EspañaVuelta | –    | –    | –    | –    | –    | –    | –    | –    | 78   | –    | –    | –    | –    |
| Giro d’ItaliaGiro     | –    | –    | DNF  | –    | –    | –    | –    | –    | –    | –    | DNF  | DNF  | DNF  |
| Tour de FranceTour    | DNF  | –    | –    | –    | –    | 51   | DNF  | 61   | DNF  | –    | DNF  | 51   | DNF  |

## Familiäres
Seine Schwager Francis De Ridder und Noël Segers waren ebenfalls professionelle Radrennfahrer, ebenso wie sein Sohn Sven Nevens.